# Tadeusz Grabowski (1871–1960)
Tadeusz Grabowski (ur. 29 października 1871 w Krakowie, zm. 27 lipca 1960 w Kórniku) – polski historyk literatury, profesor Uniwersytetu Jagiellońskiego i Poznańskiego, członek PAU, filister honorowy Korporacji Masovia.

## Życiorys
Był synem Antoniego (przedsiębiorcy drogowego i kierownika szybu naftowego, uczestnika powstania styczniowego) i Aliny z Pogorzelskich; uczęszczał do Gimnazjum św. Jacka w Krakowie gdzie zdał maturę w 1891. W latach 1891–1895 następnie studiował historię literatury i językoznawstwo na Uniwersytecie Jagiellońskim (m.in. u Stanisława Tarnowskiego). Przez kolejny rok uzupełniał studia w dziedzinie literatury średniowiecznej w Ecole des Hautes Etudes w Paryżu. W 1896 pracował krótko jako profesor języka polskiego w gimnazjum realnym w Stanisławowie, a w latach 1896–1900 w gimnazjum Św. Anny w Krakowie. W 1900 obronił doktorat na UJ (na podstawie pracy Michał Grabowski, jego pisma krytyczne i pojęcia polityczne), w 1901 habilitował się (praca Ludwik Osiński i ówczesna krytyka literacka) i został docentem w Katedrze Historii Literatury Polskiej. Bez powodzenia ubiegał się o objęcie tej katedry po przejściu na emeryturę Stanisława Tarnowskiego w 1909; został w tym samym roku mianowany profesorem nadzwyczajnym i kontynuował wykłady z historii literatury romantycznej i dziejów reformacji do 1919 (w 1912 nastąpiła zmiana nazwy katedry na I Katedrę Historii Literatury Polskiej). Był członkiem Ligi Narodowej przed 1910 rokiem.
W 1919 przeniósł się na Uniwersytet Poznański, gdzie został profesorem zwyczajnym i kierownikiem II Katedry Historii Literatury Polskiej. W roku akademickim 1922/1923 pełnił funkcję dziekana Wydziału Filozoficznego. Wykładał historię literatury polskiej także na uniwersytetach w Pradze i Paryżu (1923–1925). Brał udział w tajnym nauczaniu, wykładając polonistykę na kursach uniwersyteckich w Poznaniu. Pracował także przez pewien czas w okresie okupacji w Bibliotece Jagiellońskiej. Po wojnie kontynuował wykłady na Uniwersytecie Poznańskim z romanistyki; przeszedł na emeryturę w 1952. Od 1909 był członkiem korespondentem AU (późniejsza PAU), od 1945 członkiem czynnym PAU. Należał także do Poznańskiego Towarzystwa Przyjaciół Nauk (od 1913 członek korespondent, od 1917 członek zwyczajny) oraz Towarzystwa Naukowego we Lwowie (od 1925 członek czynny).
Był odznaczony m.in. Krzyżem Komandorskim Orderu Odrodzenia Polski (1938), Krzyżem Kawalerskim oraz Krzyżem Oficerskim francuskiego Orderu Legii Honorowej (1938) i Krzyżem Komandorskim czechosłowackiego Orderu Lwa Białego.
Jego syn Zbigniew był znanym powieściopisarzem, anglistą, tłumaczem i publicystą.

## Działalność naukowa
W pracy naukowej zajmował się historią literatury polskiego oświecenia i romantyzmu, literaturą religijną Odrodzenia, historią literatury francuskiej, historią polskiej krytyki literackiej oraz metodologią badań nad literaturą. Dokonał analizy systemu filozoficznego Juliusza Słowackiego, wykazując jego oryginalność jeszcze przed zetknięciem się poety z Andrzejem Towiańskim. Przygotował (wspólnie z Janem Łosiem) wydanie Moralia Wacława Potockiego (1918). Badał życie, działalność i dorobek Piotra Skargi. Wykazał związki Anatole’a France’a z twórczością m.in. Monteskiusza i Woltera. Był pionierem badań nad dziejami polskiej krytyki literackiej, a także jako jeden z pierwszych w Polsce badał literaturę radziecką. Współpracował z czasopismami „Przegląd Powszechny” i „Pamiętnik Literacki”.
Pierwotnie poświęcał się badaniom nowszej literatury francuskiej i włoskiej oraz teorii literatury, później prace jego źródłowe skierowały się głównie ku badaniom polskiej literatury różnowierczej i ku dziejom krytyki literackiej w Polsce.

## Publikacje
Był encyklopedystą.  Został wymieniony w gronie 180 edytorów pięciotomowej Ilustrowanej encyklopedii Trzaski, Everta i Michalskiego wydanej w latach 1926-1928 gdzie zredagował hasła związane z literaturą polską  . Napisał również:
- Studia nad wiekiem osiemnastym (1898)
- Michał Grabowski, jego pisma krytyczne i pojęcia polityczne (1900)
- Aleksander Dumas syn i współczesny teatr francuski (1900)
- Wiktor Hugo i jego korespondencja (1900)
- Ludwik Osiński i ówczesna krytyka literacka (1901)
- Karol ks. Orleański, jego życie i poezja (1901)
- Balzac i pani Hańska (1902)
- Petrarca i du Bellay. Kartka z dziejów Renesansu we Francji (1903)
- Poezja polska po roku 1863 (1903)
- Anatol France. Studium literackie (1904)
- Pogląd na literaturę polityczną we Francji od zwołania Stanów Generalnych w roku 1302 aż do czasów Henryka IV (1905)
- Z dziejów literatury kalwińskiej w Polsce 1550–1650 (1906)
- Metodyka historii literatury ze szczególnym uwzględnieniem historii literatury polskiej (1907)
- Juliusz Słowacki, jego życie i charakter (1908–1910, 3 tomy)
- Literatura ariańska w Polsce 1560–1660 (1908)
- Filozofia Juliusza Słowackiego (1910)
- Zygmunt Krasiński. Jego żywot i dzieła na tle współczesnej epoki (1912)
- Piotr Skarga na tle katolickiej literatury religijnej w Polsce wieku XVI (1913)
- Teoria poezji od wieków średnich do epoki romantycznej w Polsce (1916)
- Henryk Sienkiewicz. Jego życie i dzieła na tle współczesnej epoki 1846–1916 (1918)
- Krytyka literacka w Polsce w epoce pseudoklasycyzmu (1918)
- Gabriel D’Annunzio jako liryk i dramaturg (1919)
- Literatura luterska w Polsce wieku XVI 1530–1630 (1920)
- Z dziejów literatury unicko-prawosławnej w Polsce 1630–1700 (1922)
- Wstęp do nauki o literaturze (1927)
- Wstęp do nauki literatury (1928)
- Krytyka literacka w Polsce w epoce romantyzmu, 1831–1863 (1931)
- Krytyka literacka w Polsce w epoce realizmu i modernizmu (1934)
- Historia literatury polskiej (1936, 2 tomy)
- Nowa nauka o literaturze (1936)
- Duchowa struktura polskiej Andegawenki (1950)
- Teatr jezuicki a Pierre Corneille (1952)